# Skua
Skua är en sjö i Antarktis. Den ligger i Östantarktis. Nya Zeeland gör anspråk på området. Skua ligger 110 meter över havet.